# 月寒川

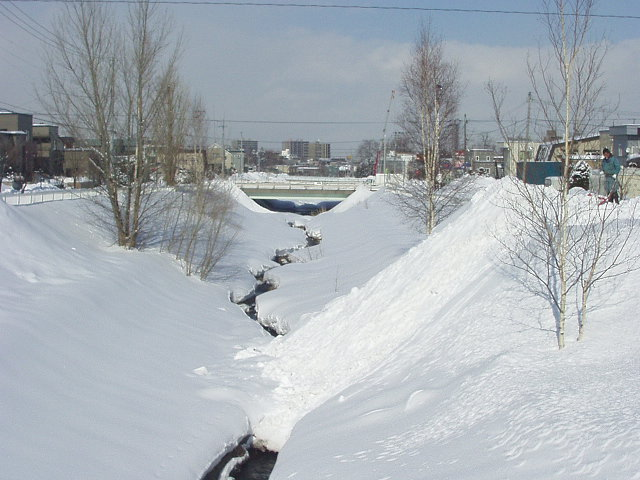
中流、寒羊橋からの眺め (2004年2月)

月寒川（つきさむかわ、つきさむがわ）は、北海道札幌市豊平区および白石区を流れる石狩川水系豊平川支流の一級河川である。1940年代まで「つきさっぷ」と読んだ。下流部は「逆川（さかさがわ）」とも呼ばれていた。

## 流路
北海道札幌市豊平区南部の低い丘陵に源を発し、北へ流れて西岡水源池に注ぐ。池から出ると住宅地に入り、北北東へ流れる。やがて北東に向きを変え、ラウネナイ川をあわせてから白石区に入る。そのまま北東に流れ、函館本線と交差する手前で北へ方向を転じ、直線的流路を通って豊平川に合流する。

## 歴史
月寒の地名語源は、アイヌ語で摩擦式の火起こし道具を意味する「チキサプ」。その原料に使われるチキサニ（ハルニレ）の木が周囲に生えていたから、との説がある。もとは「つきさっぷ」と読んだが、第二次世界大戦中に、難読を嫌った陸軍の要請で「つきさむ」に改められた。
1909年（明治42年）に西岡水源池から水道を引き、1971年（昭和46年）まで利用した。その後、池を西岡公園（水源池公園）として整備した。当時の施設の一部が、「旧西岡水源池取水塔」として残っている。池から北側の中下流川沿いの低地は、大正時代には水田であり、下流の右岸には大谷地原野が広がっていた。戦後は札幌市の人口増によって住宅地に大きく変貌したが、上流は今でも森林が生い茂る。
下流部は昔、逆川ともいった。かつて石狩川が増水すると、しばしば水が各支流に入り込んで逆流したからである。低地を流れる月寒川も豊平川につられて増水し、溢れて被害をもたらすことが多かったが、のちの直線的な新流路の開削により大規模な洪水被害は解消された。旧流路は札幌ジャンクションの西側を流れる河川として「逆川」の名で残されている。

## 自然
イシカリワカサギが棲む豊平川と異なり、月寒川にはワカサギが分布する。

## 支流
- ラウネナイ川 - うらうちない川
- 望月寒川
- 小沼川